# Германский вопрос

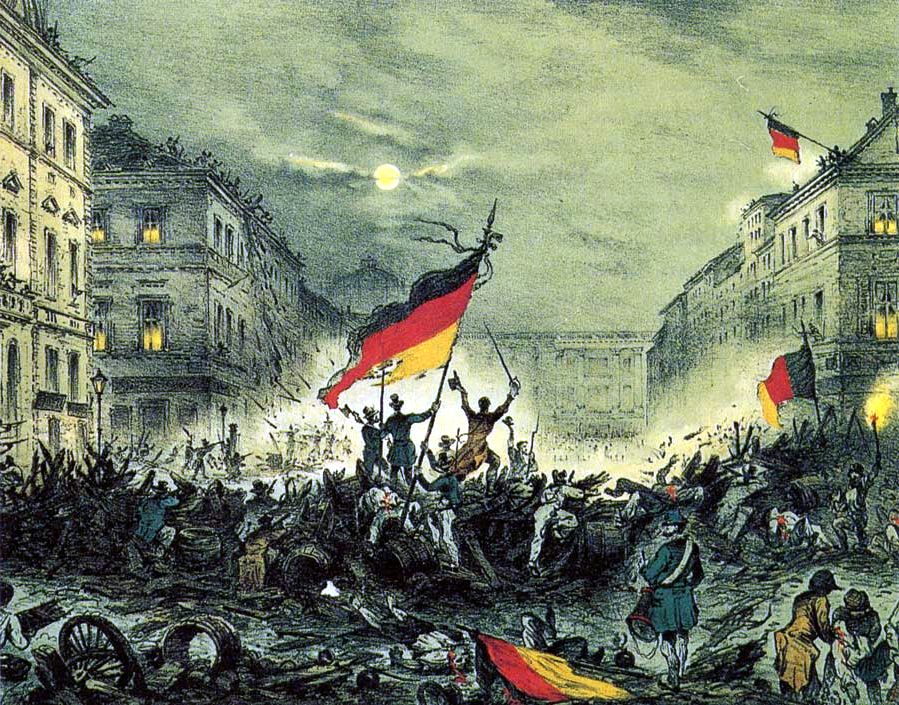
Немцы на баррикадах в 1848 году

Германский вопрос или германская проблема (нем. Deutsche Frage) — одна из важнейших европейских геополитических проблем XIX и XX веков, касающаяся вопроса политического статуса и границ Германии, существовавшая в различных формах с момента ликвидации Священной Римской империи в 1806 году до воссоединения Германии в 1990 году.
В официальной немецкой историографии считается, что германский вопрос возник 6 августа 1806 года после роспуска «Первой империи» (священной Римской империи).
Вплоть до образования Второго рейха конкурировали два варианта решения германского вопроса: малогерманский (под главенством Пруссии) и великогерманский (вокруг Австрии). Второй вариант был менее популярным из-за необходимости включения большого числа территорий с иными народами, жившими в Австрии, а также более реакционной политики Австрийской империи по сравнению с германскими государствами. Силами историков Генриха фон Зибеля и Юлиуса фон Фикера спор стал публичным во второй половине XIX в.
Из Первой мировой войны Германия вышла проигравшей, что опять способствовало росту германского национализма. Первоначальное правительство, возникшее после свержения императора, было политически очень слабым, что дало возможность развитию правых немецких националистов и дальнейшему распространению их идеологии среди простого населения и высших слоёв общества.
Центральным пунктом Второй мировой войны опять стал германский вопрос с пангерманизмом. Так под предлогом защиты немцев от славян была оккупирована Судетская область Чехословакии в соответствии с Мюнхенским договором.
После Второй мировой войны германский вопрос вновь стал актуален. Хотя первоначально предусматривалось существование единой Германии, противоречия между западными союзниками и Советским Союзом привели к разделу страны на Федеративную Республику Германии (ФРГ, Западная Германия), Германскую Демократическую Республику (ГДР, Восточная Германия), Западный Берлин и Саар (вошедший в состав ФРГ лишь спустя некоторое время). Рассматривалось несколько вариантов долгосрочного решения проблемы объединения. В итоге, обе части Германии были объединены в единое государство только в 1990 году.
Однако и после объединения ГДР и ФРГ немецкий народ проживает в пяти государствах: ФРГ, Австрии, Швейцарии, Лихтенштейне и Бельгии. Кроме того, мировоззрение «восточных» и «западных» немцев до сих пор весьма различно (см. Остальгия).